# John Cromwell Mather

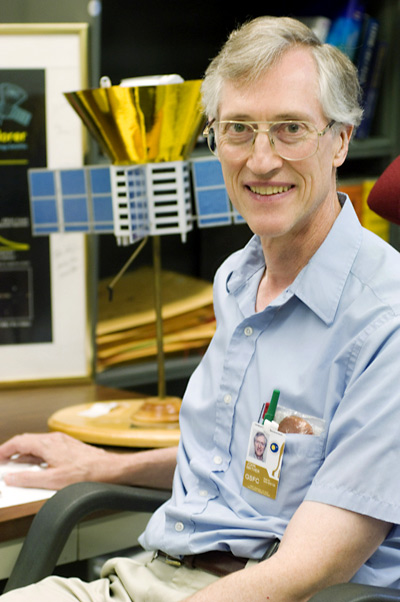
John C. Mather
vor einem Modell des COBE-Satelliten

John Cromwell Mather (* 7. August 1946 in Roanoke, Virginia) ist ein US-amerikanischer Astrophysiker. Mather hat sein ganzes Berufsleben bei der NASA gearbeitet. Zuletzt forschte er am Goddard Space Flight Center (seit 1993 als Senior Astrophysicist) der NASA und war ab 2007 Chief Scientist im Science Mission Directorate des NASA-Hauptquartiers. 
Für seinen Beitrag zur Untersuchung der kosmischen Hintergrundstrahlung wurde er 2006 zusammen mit George F. Smoot für ihre Bestätigung, dass das Spektrum der Hintergrundstrahlung dem Plancksches Strahlungsgesetz eines schwarzen Körpers gehorcht, und für die Entdeckung der Anisotropie des kosmischen Mikrowellenhintergrunds (for their discovery of the blackbody form and anisotropy of the cosmic microwave background radiation) mit dem Nobelpreis für Physik ausgezeichnet. Die Messungen der kosmischen Hintergrundstrahlung wurden von Smoot und Mather mittels des Satelliten Cosmic Background Explorer (COBE) durchgeführt.

## Leben und Werk

### Familie und frühe Jahre
John Cromwell Mather wurde am 7. August 1946  in Roanoke in Virginia, Vereinigte Staaten, geboren. Er ist der Sohn von Robert E. Mather und Martha Cromwell Mather. Sein Vater war Lehrer an der heutigen Virginia Polytechnic Institute and State University, kurz Virginia Tech, und war auf die Nutztierhaltung, insbesondere die Effekte der Züchtungsforschung und Fütterung in der Milchviehhaltung spezialisiert. Seine Mutter war Highschool-Lehrerin und unterrichtete Französisch. Seine Eltern zogen nach New Jersey an die Rutgers Agricultural Experiment Station im ländlichen Sussex County nahe der Rutgers University, als Mather etwa eineinhalb Jahre alt war, und blieben dort über seine gesamte Kindheit. Hier war sein Vater zuständig für die Untersuchung und Regulierung der Proteinmengen in der Milch, die er über Züchtungsexperimente optimierte. John Cromwell Mather besuchte die Wantage Consolidated Elementary School nahe Sussex. Im Gegensatz zu vielen seiner Mitschüler interessierte er sich wenig für Sport, sondern las stattdessen alles, was er bekam. Er entwickelte bereits im Grundschulalter ein Interesse an den Naturwissenschaften und Mathematik sowie durch den Kauf eines kleinen Teleskops auch an der Astronomie. Sein Interesse galt vor allem dem Mars, da man aufgrund dessen Erdnähe die Marskanäle erkennen kann. Mit neun Jahren bekam er einen Radiobausatz und baute ein eigenes Kurzwellenradio, später kamen eigene Teleskope hinzu.
Nach der Elementary School schickten seine Eltern ihn auf die Newton High School, die den Ruf als beste Schule in der Gegend hatte und wo sich Mather auf die verschiedenen Naturwissenschaften konzentrierte. In der 10. Klasse ging er an das Assumption College und in der 11. Klasse an die Cornell University als summer school, wo er Einführungskurse in Quantenmechanik, Relativitätstheorie, Kernphysik, Optik und Kosmologie besuchte und beschloss, als Wissenschaftler arbeiten zu wollen. Er studierte am Swarthmore College Physik und machte 1968 seinen Bachelor-Abschluss unter anderem bei David Todd Wilkinson, einem der späteren Entwickler des Cosmic Background Explorer (COBE).

### Studium und erste Arbeiten zur Hintergrundstrahlung
Für seine Graduierung ging er mit einem Stipendium der National Science Foundation an die University of California, Berkeley, wo er 1974 promoviert wurde. Er arbeitete dort am Lawrence Berkeley Laboratory und arbeitete zuerst mit Henry Frisch an der Kontrollelektronik einer Funkenkammer. Mit dem Vietnamkrieg und den Protesten beschäftigte sich Mather kaum, und da er sehr kurzsichtig ist, wurde er auch nicht zum Militärdienst eingezogen. 1970 schaute er sich nach einem Thema für seine Promotion um und fand dabei heraus, dass Paul Linford Richards gemeinsam mit Charles Townes und einem jungen Postdoktoranden namens Michael Werner ein Projekt begonnen hatte, das sich mit der damals neu entdeckten kosmischen Mikrowellenhintergrundstrahlung beschäftigte. Er entschloss, sich dem Projekt anzuschließen. Sie entwickelten zuerst ein Infrarotspektroskop für die Barcroft Station auf dem White Mountain in Ostkalifornien, auf dem die Universität Untersuchungen zur Physiologie des Menschen in Höhenlagen durchführte. Mit dem Spektroskop war das Team in der Lage, die Intensität der Hintergrundstrahlung zu messen, die Messungen wurden jedoch aufgrund der Interferenz mit der Erdatmosphäre gestört. Später entwickelten sie ein Infrarot-Interferometer, das in einem Ballonexperiment zur Messung des Energiespektrums der Hintergrundstrahlung eingesetzt werden konnte. Mather baute das Gerät gemeinsam mit David Woody, wobei Mather in seiner Autobiografie zum Nobelpreis darstellte, dass er mehr Geschick im Verständnis als in der Realisierung der Technik hatte. Die Ergebnisse waren aufgrund von Ausfällen der Messtechnik wenig brauchbar und Mather entschied gemeinsam mit seinem Doktorvater Paul Richards, seine Doktorarbeit über den Grundaufbau und die Konstruktion des Messballons und nicht über die Ergebnisse zu schreiben. Letzteres erfolgte später in der Arbeit von Woody, der die Probleme der Messtechnik erkannte und lösen konnte. Mather wurde 1974 promoviert.

### Frühe NASA-Tätigkeiten
Nach Beendigung seiner Doktorarbeit ging Mather im Januar 1974 als Postdoktorand nach New York City an die Arbeitsgruppe von Pat Thaddeus am Goddard Institute for Space Studies (GISS) an der Columbia University, das der NASA angehört. Er begann seine Arbeit mit der Konstruktion eines Mikrowellenverstärkers (Maser) auf der Basis von Siliciumdioxid SiO2 und konzentrierte gemeinsam mit den Technikern des Instituts einen Mikrowellenreceiver, den er am McDonald Observatory in Texas und am Navy's Maryland Point Observatory auf dem Potomac River einsetzte. Mit Hilfe des Geräts konnte er die Emissionen des Siliziumoxids bei 43 GHz in der Hintergrundstrahlung beobachten, die vorher nie bemerkt worden war. Zugleich machte er seine ersten Erfahrungen mit der Programmierung eines System/360-IBM-Großrechners, den er erfolglos mit einem Fortran-Programm auf der Basis von Lochkarten zu programmieren versuchte.

### Planung und Umsetzung des Cosmic Background Explorer (COBE)

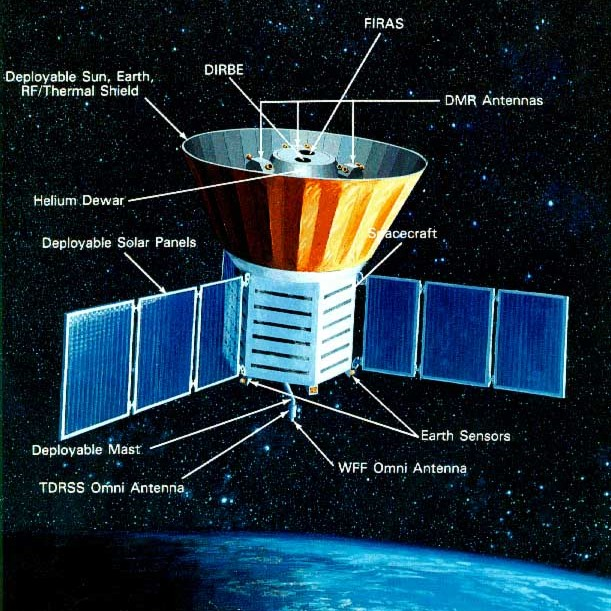
Cosmic Background Explorer (COBE)

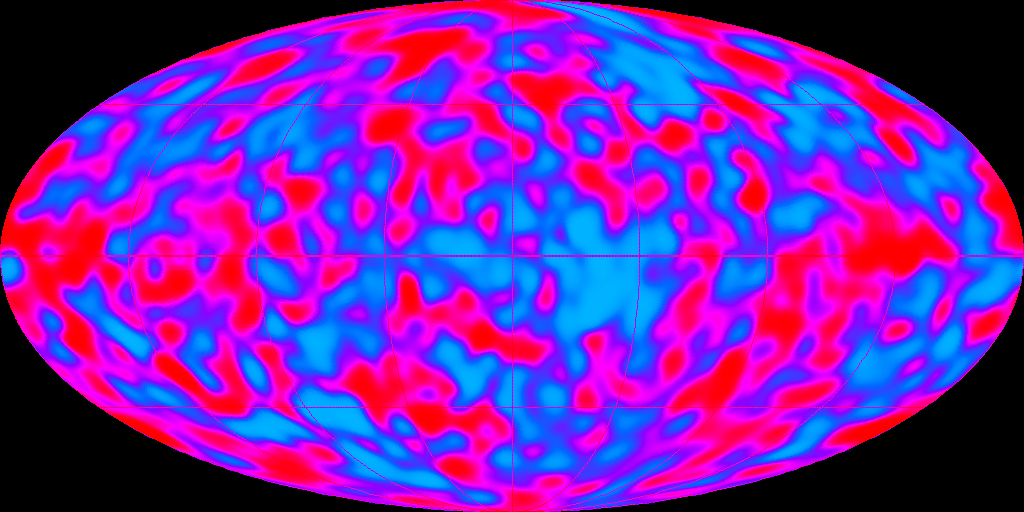
Hintergrundstrahlung aufgenommen durch den Cosmic Background Explorer

Aufgrund einer Ausschreibung der NASA für die anvisierten Projekte Opportunity 6 und 7 als Satellitenmissionen auf der Basis von Scout- und Delta-Trägerraketen trat Mather an Thaddeus heran und stellte ihm dar, dass seine Arbeit zur Hintergrundstrahlung aufgrund der Atmosphärenstörung besser über Satelliten realisiert werden könnte. Gemeinsam mit Rainer Weiss, David Todd Wilkinson, Michael Hauser, Dirk Muehlner und Bob Silverberg bewarben sie sich auf das Projekt. Dabei wollten sie vier Instrumente installieren: einen Interferometer, um das Energiespektrum zu messen, zwei Instrumente zur Messung der Anisotropie der Strahlung sowie eines, um nach der diffusen Infrarot-Strahlung der ältesten Galaxien zu suchen. Obwohl das Team keine Erfahrung mit Weltraumeinsätzen hatte, war die NASA interessiert und wollte die Mission mit dem bereits in Zusammenarbeit mit den Niederlanden geplanten Infrared Astronomical Satellite (IRAS) realisieren. Gemeinsam mit Ball Aerospace, die die amerikanischen Teile des Satelliten bauen sollten, wurde überlegt, ob sich Instrumente so weit miniaturisieren ließen, dass sie in IRAS integriert werden konnten. Mather entwickelte ein Konzept hierzu, das allerdings abgelehnt wurde.
Im Herbst 1976 entschied die NASA, das Konzept der Forschungsgruppe zu prüfen, veränderte jedoch das Forschungsteam. Dazu wählte Nancy Boggess, die Forschungsleiterin des NASA-Hauptquartiers, Hauser, Weiss, Wilkinson und Mathers vom ursprünglichen Team aus und ergänzte das zu bildende Mission Definition Science Team durch George Smoot von der University of California, Berkeley, sowie Sam Gulkis vom Jet Propulsion Laboratory (JPL). Hauser bot Mather daraufhin eine Stelle beim Goddard Space Flight Center (GSFC) in Greenbelt, Maryland, an, die er annahm. Das Team stellte mit Martin Donohoe einen Projektmanager ein, da es mit 11 weiteren Projekten konkurrierte, und wählte Rainer Weiss als Projektleiter. Hauser, Smoot und Mather wurden als Principal Investigators gewählt und Mather wurde zudem von der NASA als Study Scientist eingestellt und sollte das Projekt gemeinsam mit den NASA-Ingenieuren als Cosmic Background Explorer (COBE) realisieren. Der Report wurde von der NASA angenommen und dem Team wurde ein größeres Team von Ingenieuren unter der Leitung von Jerry Longangecker zur Seite gestellt, das bereits den International Ultraviolet Explorer (IUE) gebaut hatte. Die NASA entwickelte zu dieser Zeit den Space Shuttle, der ab 1981 für alle Weltraumtransporte eingesetzt werden sollte. Damit musste auch der für Delta-Raketen konzipierte COBE so umgebaut werden, dass er von Space Shuttle transportiert werden konnte. Die NASA beschloss, den COBE am Goddard Space Flight Center bauen zu lassen, wobei das Ingenieursteam als Topteam regelmäßig zugleich auch zu anderen Projekten wie etwa dem in Bau befindlichen Hubble-Weltraumteleskop berufen wurde.
1980 heiratete Mather die Ballettlehrerin Jane Hauser, die er 1974 bei einem Kurs zur Bewertung von Beratertätigkeiten kennengelernt hatte. Nach 1980 bis 1995 beschäftigte sich Mather beruflich fast ausschließlich mit dem COBE-Projekt, für das er zu einem großen Teil verantwortlich war.

### Nobelpreis und spätere Arbeiten

Oberseite des James Webb Space Telescope (zeichnerische Darstellung)

Seit 1995 ist Mather auch als Wissenschaftler an der Realisierung des James Webb Space Telescope (JWST) beteiligt. Auf Anraten seines Kollegen Harvey Moseley, der an der Infrared Array Camera (IRAC) der Space Infrared Telescope Facility (SIRTF) arbeitete, beschäftigte sich Mather mit der Entwicklung eines kleinen Teleskops zur Verbesserung der Optik für die Aufnahme weit entfernter Galaxien. Er reichte sein Konzept eines Next Generation Space Telescope auf Anfrage von Ed Weiler vom NASA-Hauptquartier ein, auf der Basis des von John Campbell, dem Projektmanager des Hubble-Weltraumteleskops, angefragten infrarot-optimierten Teleskops, um Aspekte des frühen Universums und der Bildung der Sterne zu untersuchen. Zudem sollte es einen Interferometer haben, um Planeten in der Nähe zu finden, die der Erde ähnlich sind. Auf dem Januartreffen der American Astronomical Society im Folgejahr stellte Dan Goldin von der NASA die Pläne zum Bau eines neuen und größeren Teleskops vor. Mather und sein Team entwickelten die Pläne für ein 8-Meter-Observatorium, unterzeichneten Verträge mit europäischen und kanadischen Weltraumbehörden und schlossen Aufträge mit der TRW Inc. zum Bau der Sonde ab, die später an Northrop Grumman übergeben wurden. Die Sonde wurde nach James Edwin Webb benannt, dem zweiten Administrator der NASA. 1997 wurde Mather Mitglied der National Academy of Sciences aufgrund seiner wissenschaftlichen Leistungen.
Im Jahr 2000 wurde das James Webb Space Telescope von der National Academy of Sciences in die Liste der wichtigsten Projekte aufgenommen, und der Start sollte ursprünglich 2013 stattfinden. Aufgrund der enorm gestiegenen Kosten sprach der Wissenschaftsausschuss des US-Repräsentantenhauses am 13. Juli 2011 eine Empfehlung aus, den Bau des Teleskops zu stoppen. Die Baukosten wurden von der NASA seinerzeit auf 8,7 Milliarden Dollar geschätzt. Bis dahin wurden etwa 3 Milliarden Dollar ausgegeben und etwa 75 % der notwendigen Komponenten waren angeschafft, darunter die meisten wissenschaftlichen Instrumente. Auch alle Elemente des Primärspiegels waren fertiggestellt. Mit Stand von 2012 galt die Finanzierung inkl. Betriebskosten der ersten 5 Jahre wieder als gesichert und ein Start wurde für frühestens 2018 erwartet.
Für seinen Beitrag zur Untersuchung der kosmischen Hintergrundstrahlung im Rahmen des COBE-Projekts wurde Mather 2006 zusammen mit George F. Smoot mit dem Nobelpreis für Physik ausgezeichnet. Offiziell waren es vor allem ihre Bestätigung, dass das Spektrum der Hintergrundstrahlung dem Plancksches Strahlungsgesetz eines schwarzen Körpers gehorcht, und die Entdeckung der Anisotropie des kosmischen Mikrowellenhintergrunds (for their discovery of the blackbody form and anisotropy of the cosmic microwave background radiation), die ihnen den Nobelpreis einbrachten. Im gleichen Jahr erhielt er zudem gemeinsam mit dem COBE-Team den Gruber-Preis für Kosmologie.

## Ehrungen (Auswahl)
- 1993: Dannie-Heineman-Preis für Astrophysik
- 1996: Fellow der American Physical Society
- 1997: Aufnahme als Mitglied der National Academy of Sciences.
- 1998: Mitglied der American Academy of Arts and Sciences
- 2006: Gruber-Preis für Kosmologie[4]
- 2006: Nobelpreis für Physik
- 2023: Mitglied der American Philosophical Society

## Belege
1. 1 2 3 4 5 6 7 8 9  John C. Mather - Biographical auf Nobelprize.org. Aufgerufen am 17. Mai 2014.
2. ↑  cris: 8,7 Milliarden Dollar In: Süddeutsche Zeitung. München 24. August 2011, S. 16.
3. ↑  James Webb vorerst gerettet. Deutschlandfunk, 27. April 2012, abgerufen am 28. September 2012.
4. 1 2  Cosmic Background Explorer (COBE) Team Wins Gruber Prize (Memento vom 18. Mai 2014 im Internet Archive) Research News, Berkeley Lab, 15. August 2006. Aufgerufen am 17. Mai 2014.